# James Cameron
James Francis Cameron CC (Kapuskasing, 16 de agosto de 1954) é um cineasta, produtor, roteirista e editor canadense. Iniciou estudos em física pela Universidade do Estado da Califórnia, mudando para estudos na língua inglesa e posteriormente filosofia, mas nunca completou nenhum curso. É também explorador dos fundos oceânicos, tendo sido, em 26 de março de 2012, o primeiro homem a descer sozinho num batiscafo ao fundo da Fossa das Marianas.
Foi o primeiro cineasta a produzir e dirigir um filme com custo superior a 100 milhões de dólares, em Terminator 2: Judgment Day (1991), e mais tarde alcançou mais de 200 milhões de dólares para produzir Titanic (1997). Cameron, considerado um dos maiores cineastas a trabalhar com efeitos especiais, dirigiu clássicos da ficção científica como Aliens (1986) e The Abyss (1989).
Um recordista de bilheteria, dos quatro filmes com a maior arrecadação do cinema, três são de sua direção: Avatar (2009), Titanic (1997) e Avatar: O Caminho da Água (2022).

## Biografia
James F. Cameron nasceu na província de Ontário, no Canadá, filho de uma enfermeira e de um engenheiro eletricista. Cresceu em Chippawa, atual Niagara Falls, e estudou na Stamford Collegiate. Sua família mudou-se para a Califórnia em 1971, o que possibilitou o interesse de Cameron pelo cinema. Durante este período em que vivia na Califórnia, visitou e frequentou várias vezes os arquivos de filmes da Universidade do Sul da Califórnia. Para a surpresa de muitos, estudou filosofia na Universidade de Toronto em 1973.
Após seus estudos, Cameron passou a trabalhar como caminhoneiro, escrevendo um pouco nas horas vagas. Após assistir Star Wars: Episódio IV – Uma Nova Esperança em 1977, decidiu abandonar a profissão de caminhoneiro para se dedicar inteiramente à indústria cinematográfica.
Cameron continuou aprendendo novas técnicas de filmagem e começou a inventar um modelo de uma mini câmera no Roger Corman Studios. Com pouco orçamento, aprendeu a trabalhar de forma rápida e eficaz e logo produziu seu primeiro filme, Battle Beyond the Stars. Mais tarde trabalhou nos efeitos especiais de Escape from New York.

## Exploração dos oceanos
Cameron é um dos promotores da expedição "Deep Sea Challenge", que tem como objetivo a exploração e investigação científica dos fundos dos oceanos e que tem como parceiros, além do próprio Cameron, a National Geographic, a Rolex e o Instituto Scripps de Oceanografia de San Diego. Em 26 de março de 2012, ele foi o primeiro homem a descer sozinho num batiscafo ao fundo da Fossa das Marianas, alcançando uma profundidade de 10 898 metros.

## Carreira

### Filmografia
| Ano  | Filme                      | Diretor | Roteirista | Produtor |
| ---- | -------------------------- | ------- | ---------- | -------- |
| 1981 | Piranha II: The Spawning   | Sim     | Sim        | Não      |
| 1984 | The Terminator             | Sim     | Sim        | Não      |
| 1985 | Rambo: First Blood Part II | Não     | Sim        | Não      |
| 1986 | Aliens                     | Sim     | Sim        | Não      |
| 1989 | The Abyss                  | Sim     | Sim        | Não      |
| 1991 | Terminator 2: Judgment Day | Sim     | Sim        | Sim      |
| 1994 | True Lies                  | Sim     | Sim        | Sim      |
| 1995 | Strange Days               | Não     | Sim        | Sim      |
| 1997 | Titanic                    | Sim     | Sim        | Sim      |
| 2003 | Ghosts of the Abyss        | Sim     | Não        | Sim      |
| 2005 | Aliens of the Deep         | Sim     | Não        | Sim      |
| 2009 | Avatar                     | Sim     | Sim        | Sim      |
| 2019 | Alita: Battle Angel        | Não     | Sim        | Sim      |
| 2022 | Avatar: O Caminho da Água  | Sim     | Sim        | Sim      |
| 2025 | Avatar: Fire and Ash       | Sim     | Sim        | Sim      |
| 2029 | Avatar: The Tulkun Rider   | Sim     | Sim        | Sim      |
| 2031 | Avatar: The Quest for Eywa | Sim     | Sim        | Sim      |